# Torsac
Torsac es una comuna francesa situada en el departamento de Charente, en la región de Nueva Aquitania.

## Demografía
| 348 | 352 | 385 | 464 | 731 | 718 | 718 |
| Para los censos de 1962 a 1999 la población legal corresponde a la población sin duplicidades (Fuente: INSEE [Consultar]) |     |     |     |     |     |     |